# András Mihály
András Mihály (hongarès: Mihály András)  (Budapest, 6 de novembre de 1917 - Budapest, 19 de setembre de 1993) fou un compositor musical hongarès.
Mihály va estudiar al Conservatori de Budapest amb Adolf Schiffer (violoncel); música de cambra amb Leó Weiner i Imre Waldbauer i composició en classes particulars amb Pál Kadosa i Istvan Strasser. El 1946 va ser el principal violoncel·lista de l'Òpera Estatal i el 1950, professor de música de cambra del Conservatori, on entre d'altres alumnes tingué a Maros Éva. Va ser llavors assessor de música per a la ràdio (1962-1978). El 1967 funda el conjunt de cambra de Budapest, dedicat al repertori de la música contemporània, i de 1978 a 1987 va ser director de l'Òpera de Budapest.
Mihály va compondre una òpera (Együtt ed egyedül [junts i sols], 1965-1966), 3 simfonies (l'última el 1962), concerts, 1 per a cello (1963), un per a violí, un per a piano (1954), una fantasia per a quintet de vent i orquestra (1955), Monodia per a orquestra (1970), obres de cambra, peces per a piano, música coral i lieder.